# پریورو
پریورو (به اسپانیایی: Prioro) یکی از دهستان‌های اسپانیا است که در استان لئون، اسپانیا واقع شده‌است.

## خصوصیات
پریورو ۴۹ کیلومترمربع مساحت و ۴۳۷ نفر جمعیت دارد.